# Молочна
Молочна (укр. Молочна, рус. Моло́чная - млечна) или Токмак (близу ушћа) је река у јужној Украјини (Запорошка област), која се улива у Азовско море. Дуга је 197 км. На реци се налазе градови Токмак и Мелитопољ.

## Историја
У античко доба река је била позната под називом Гарус (антички грч. Γέρρος). 
У Другом светском рату, ова река је 1943. постала део немачког Источног бедема, утврђене линије на Источном фронту која се протезала од Балтичког до Азовског мора. Немачки положаји на реци Молочни пробијени су после тешких борби у новембру 1943.